# NHK+
NHK+ hay NHK Plus (NHKプラス (NHK cộng) NHK purasu), là dịch vụ xem truyền hình internet do đài NHK sở hữu. NHK Plus cho phép người dùng xem các chương trình truyền hình đã phát sóng trên các thiết bị như điện thoại thông minh, máy tính bảng và PC thông qua Internet. Hầu hết nếu muốn sử dụng tất cả các chức năng của NHK Plus, người dùng sẽ phải đăng ký và phải trả một khoản phí nhất định.